# Uraga
Uraga (del japonés: 浦贺) es una ciudad y un puerto japonés en la entrada de la bahía de Tokio, situado en la parte oriental de la península de Miura, en el extremo norte del canal de Uraga. 
Debido a su ubicación estratégica en la entrada de la bahía de Edo, Uraga ha sido a menudo el primer punto de contacto de los buques extranjeros que visitaban Japón. El 14 de julio de 1853, el comodoro Perry ancló sus buques frente a Uraga. Cuando regresó la escuadra del comodoro en 1854, los buques rodearon Uraga anclando más cerca de Edo, en Kanagawa, lugar ocupado en la actualidad por la ciudad de Yokohama.
El moderno municipio de la ciudad de Uraga en el distrito de Miura de la prefectura de Kanagawa inició su andadura en 1889. Se fusionó con la ciudad de Yokosuka en 1943. Actualmente es una comunidad dormitorio para quienes trabajan en Yokohama y Tokio. [cita requerida]

## Galería

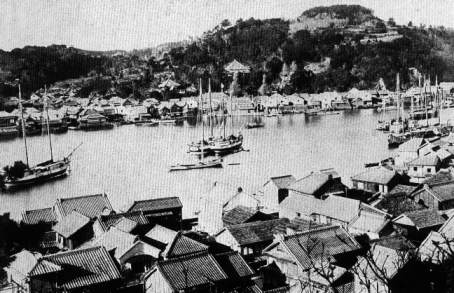
Puerto de Uraga en 1890